# Fallgrube

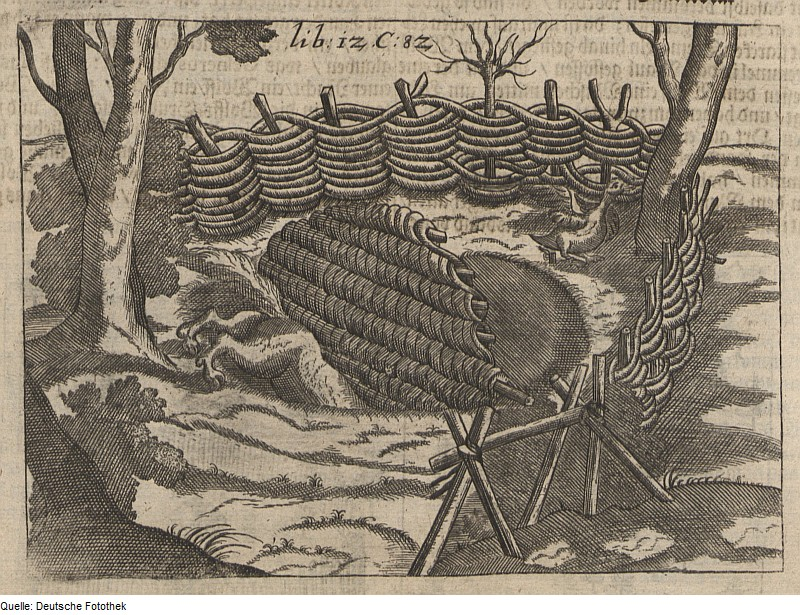
Wolfsfang

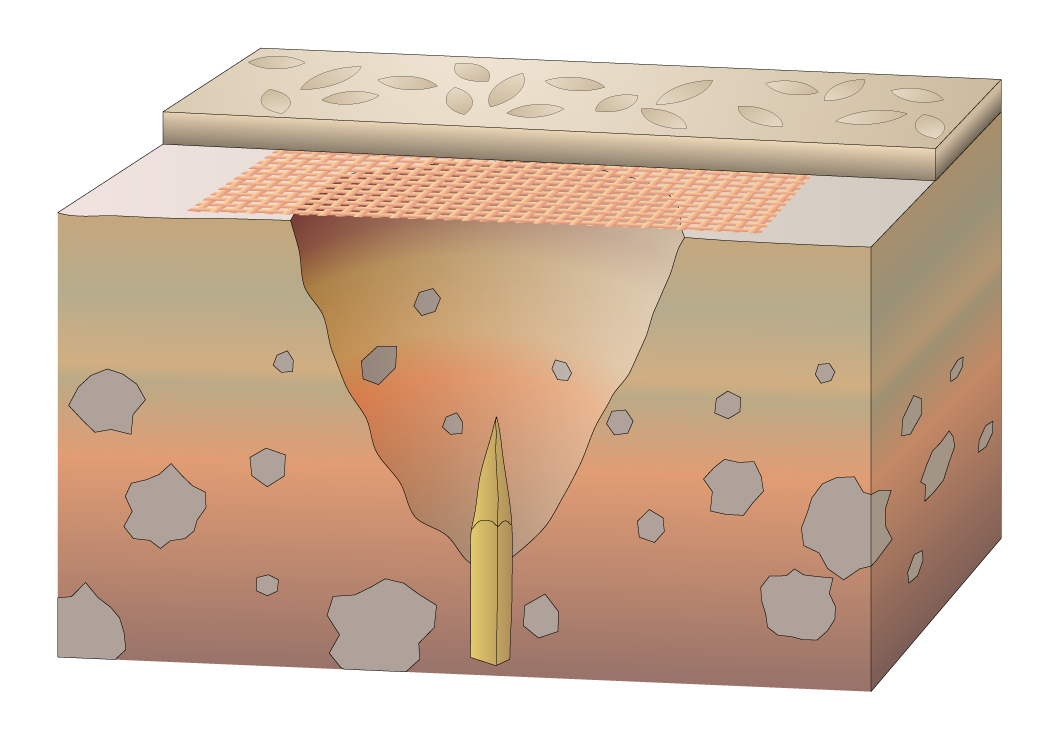
Wolfsfalle (Grube mit Pfahl)

Eine Fallgrube, auch Fanggrube oder Wildgrube oder Schwerkraftfalle (englisch Trapping pit) genannt, ist eine durch Äste oder ähnliches loses Naturmaterial abgedeckte und getarnte Grube zum Fangen von Wild.
Sie ist der einfachste und vermutlich älteste Typ einer Falle.

## Beschaffenheit
Die von Hand gegrabenen, meist mit Reisigholz bedeckten und getarnten Gruben zum Einfangen wilder Tiere, in Europa insbesondere von Bären (Bärengrube), Wölfen (Wolfsgrube) und Füchsen, wurden noch zu Beginn des 20. Jahrhunderts verwendet.
Eine Bärengrube war gewöhnlich 5 m weit und tief und außer mit Reisig auch noch mit Rasen dünn verdeckt und zum Anlocken des Tiers mit einem Köder (lebendes Schaf) versehen.
Beim Fuchs verwendete man als Köder eine Ente.

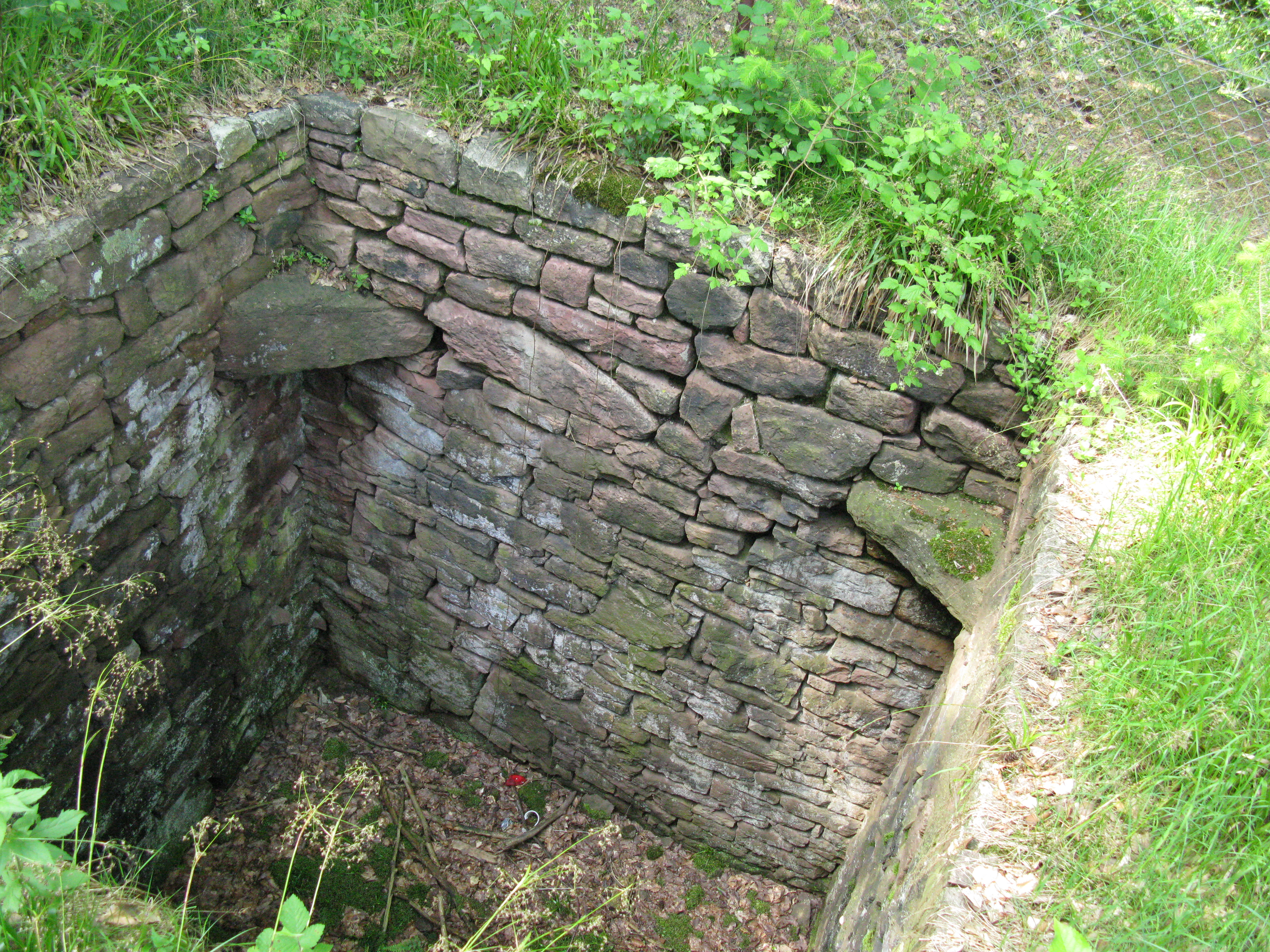
Ehemalige Wolfsgrube in Bayern

Fallgruben können auch mit angespitzten Pfählen versehen sein, um ein Herausspringen der Tiere zu verhindern.

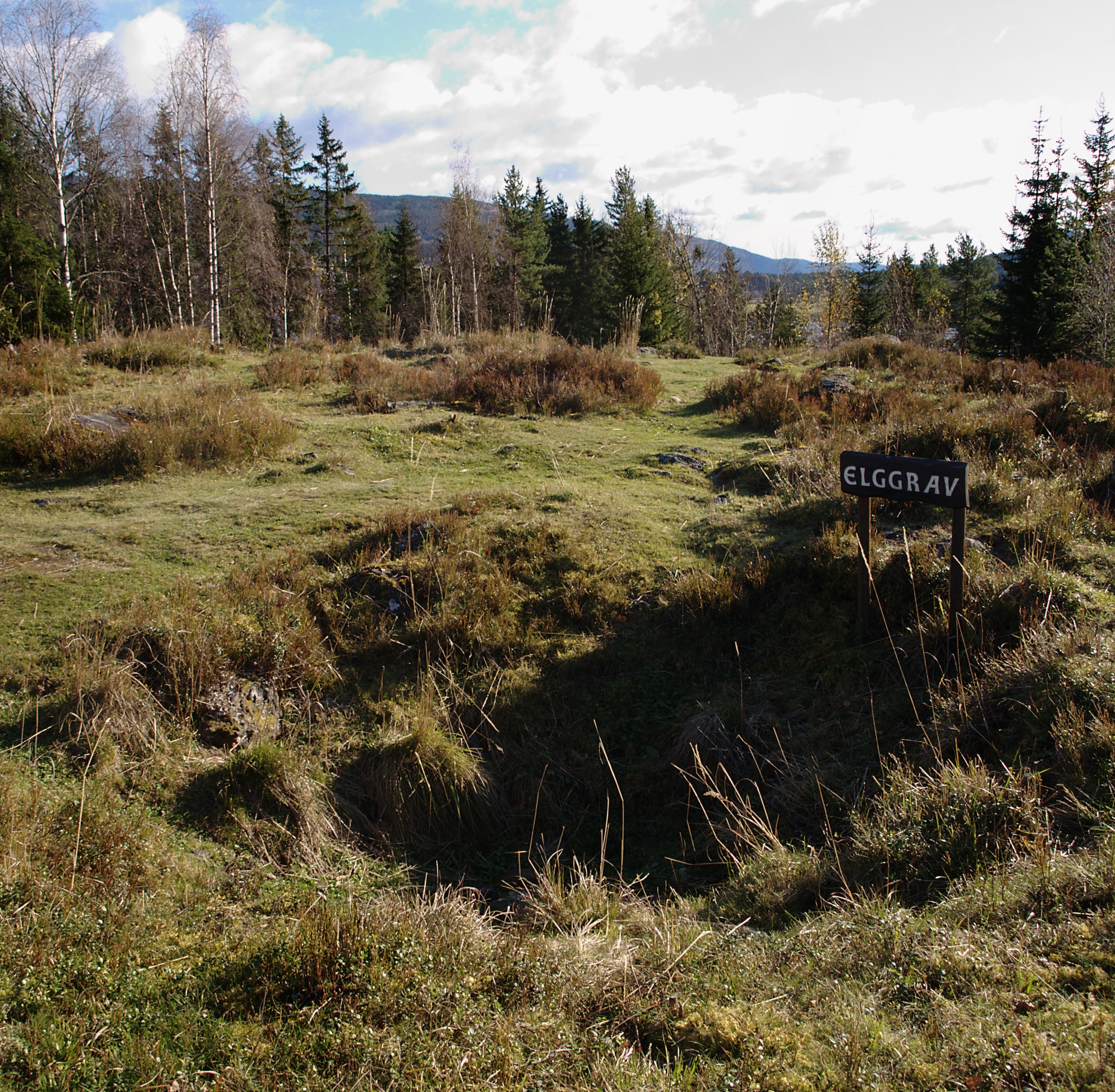
Elchfallgrube im Valdres Folkemuseum

Am Zusammenfluss der kleinen und großen Luleälv, bei Vuollerim in Lappland in Schweden wurden Fallgrubenreihen für Elche aus der Zeit um 4000 v. Chr. entdeckt.
Wollte man das gefangene Tier lebendig haben, so trieb man es durch einen mit einer Falltür versehenen Ausgang der Grube in einen Käfig, welcher sich durch eine ähnliche Tür von selbst schloss.

## Verwendung
Fallgruben wurden für große und wehrhafte Tiere verwendet. Alfred Brehm berichtet über die Jagdgeschichte aus Ungarn, wo das Volk Wisente in Fallgruben fing.
Vor der Einführung von Betäubungsmitteln wurden zahlreiche exotische Wildtiere wie Elefanten und Giraffen für den Zoobedarf in Fallgruben gefangen.

## Tierschutz
In Deutschland und Österreich ist das Anlegen von Fallgruben aus Gründen des Tierschutzes verboten.

## „Fallgruben“ von Tieren und Pflanzen
Der Ameisenlöwe baut eine Fallgrube in Form eines Sandtrichters, dessen Böschungswinkel steiler als der Schüttwinkel ist. Hineingeratene Insekten lösen eine Lawine aus und werden dadurch kurzzeitig fixiert, ehe sie das Tier ergreift.
Viele dem Insektenfang dienende Blütenkelche besitzen glatte Wände sowie eine solche Tiefe, dass hineingeratene Insekten nicht heraussteigen können.

## Trivia
Ein bekanntes Sprichwort ist: Wer andern eine Grube gräbt, fällt selbst hinein. (Spr 26,27 ), auch (Ps 7,16 )